# 솜꼬리토끼

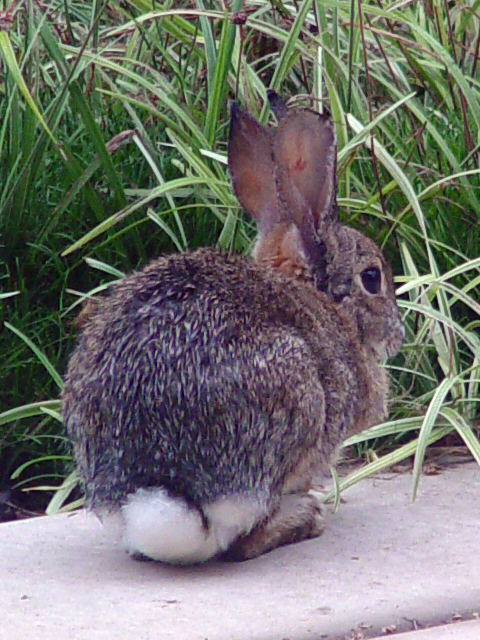
사막솜꼬리토끼

솜꼬리토끼는 솜꼬리토끼속(Sylvilagus)에 속하는 토끼의 총칭이다. 모두 16종으로 아메리카에서  발견된다.

## 하위 종
- 덤불토끼아속 (Microlagus)
  - 덤불토끼 (Sylvilagus bachmani)
- 솜꼬리토끼아속 (Sylvilagus)
  - 사막솜꼬리토끼 (Sylvilagus audubonii)
  - 만자노산솜꼬리토끼 (Sylvilagus cognatus)
  - 멕시코솜꼬리토끼 (Sylvilagus cunicularius)
  - 동부솜꼬리토끼 (Sylvilagus floridanus)
  - 트레스마리아스토끼 (Sylvilagus graysoni)
  - 산솜꼬리토끼 또는 누탈솜꼬리토끼 (Sylvilagus nuttallii)
  - 애팔래치아솜꼬리토끼 (Sylvilagus obscurus)
  - 데이비스산맥토끼 (Sylvilagus robustus)
  - 뉴잉글랜드솜꼬리토끼 (Sylvilagus transitionalis)
- 브라질토끼아속 (Tapeti)
  - 늪토끼 또는 늪솜꼬리토끼 (Sylvilagus aquaticus)
  - 브라질토끼 (Sylvilagus brasiliensis)
  - 다이스솜꼬리토끼 (Sylvilagus dicei)
  - 오밀테메솜꼬리토끼 (Sylvilagus insonus)
  - 습지토끼 또는 습지솜꼬리토끼 (Sylvilagus palustris)
  - 수리남저지대숲솜꼬리토끼 (Sylvilagus parentum)
  - 베네수엘라저지대토끼 또는 바리나스야생토끼 (Sylvilagus varynaensis)
- 아속 미상
  - 산호세덤불토끼 (Sylvilagus mansuetus)